# (500469) 2012 TS226
(500469) 2012 TS226 es un asteroide perteneciente al cinturón de asteroides, descubierto el 25 de enero de 2009 por el equipo del Spacewatch desde el Observatorio Nacional de Kitt Peak, Arizona, Estados Unidos.

## Designación y nombre
Designado provisionalmente como 2012 TS226.

## Características orbitales
2012 TS226 está situado a una distancia media del Sol de 2,989 ua, pudiendo alejarse hasta 3,399 ua y acercarse hasta 2,578 ua. Su excentricidad es 0,137 y la inclinación orbital 5,285 grados. Emplea 1887,70 días en completar una órbita alrededor del Sol.

## Características físicas
La magnitud absoluta de 2012 TS226 es 17,1. 